# 救世军大将
救世軍大將（Generals of The Salvation Army）是救世軍（一個主要從事慈善活動的基督教組織）授予其全世界領袖的准軍銜。
最早被授予大將職位的人是救世軍的創始人卜維廉。他的妻子卜凱瑟琳（Catherine Booth）則被稱為「救世軍之母」。卜維廉的這個大將職位在他逝世後，傳給了他的長子卜邦衛，而卜邦衛之後所有的大將都是由救世軍的軍官選舉而決定出來的。
歷年來的救世軍大將中有三位是女性，分別是卜維廉的女兒卜婉懿（Evangeline Booth）、貝璐思和龐賢德，被先後選為救世軍的第四任、第十三任和第十九任大將。
救世軍在全世界救世軍的屬靈領袖中選舉大將。由於救世軍保持了准軍事化結構，大將要負責任命所有職位、發佈所有軍規。但與教宗不同，救世軍的大將通常必須在70歲退休。
2006年1月20日到1月28日間，在英國倫敦舉行了一個會議，選舉出了当时的救世軍大將蕭·克利夫頓，並在2006年4月2日约翰·拉松大將退休正式擔任這個職位。

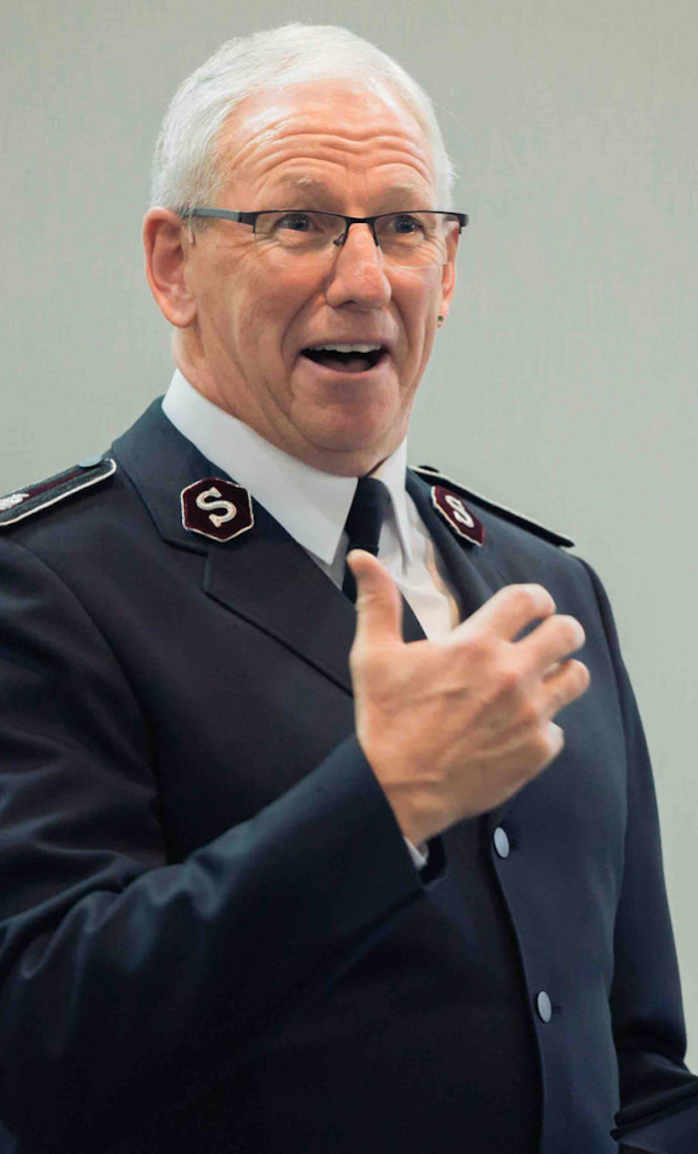
現任大將柏培恩
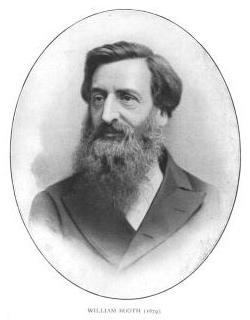
第一任大將卜威廉

## 歷任救世军大将列表
1. 卜維廉（1878年－1912年）
2. 卜邦衛（1912年－1929年）
3. 艾德華·海金斯（1929年－1934年）
4. 卜婉懿（1934年－1939年）
5. 喬治·卡本特（1939年－1946年）
6. 阿爾伯特·歐斯波恩（1946年－1954年）
7. 威爾弗雷德·基欽（1954年－1963年）
8. 顧德斯（1963年－1969年）
9. 艾瑞克·威克柏格（1969年－1974年）
10. 克勞倫斯·懷斯曼（1974年－1977年）
11. 阿諾·布朗（1977年－1981年）
12. 雅爾·华斯卓姆（1981年－1986年）
13. 貝璐思（1986年－1993年）
14. 邦衛·提歐斯里（1993年－1994年）
15. 雷勵德（1994年－1999年）
16. 高雲士（1999年－2002年）
17. 羅致信（2002年－2006年）
18. 祁富敦（2006年－2011年）
19. 龐賢德（英语：Linda Bond）（2011年─2013年）
20. 郭安志（英语：André Cox）（2013年─2018年）
21. 柏培恩（英语：Brian Peddle）（2018年─2023年）
22. General Lyndon Buckingham（2023年—）